# Chelonus kasachstanicus
Chelonus kasachstanicus är en stekelart som beskrevs av Vladimir Ivanovich Tobias. Chelonus kasachstanicus ingår i släktet Chelonus och familjen bracksteklar. Inga underarter finns listade i Catalogue of Life.